# La Folle Aventure (film, 1953)
Pour les articles homonymes, voir La Folle Aventure.
Pour plus de détails, voir Fiche technique et Distribution.
La Folle Aventure (The I Don't Care Girl) est un film américain réalisé par Lloyd Bacon et sorti en 1953. Il s'agit d'une biographie de la chanteuse et comédienne canadienne Eva Tanguay.

## Fiche technique
- Titre original : The I Don't Care Girl
- Titre français : La Folle Aventure[1]
- Réalisation : Lloyd Bacon
- Scénario : Walter Bullock
- Direction artistique : Richard Irvine, Lyle R. Wheeler
- Décors : Raymond Boltz Jr., Thomas Little
- Costumes : Renié
- Photographie : Arthur E. Arling
- Son : Roger Heman Sr., Winston H. Leverett
- Montage : Louis R. Loeffler
- Musique : Herbert W. Spencer
- Production : George Jessel
- Société de production : 20th Century Fox
- Société de distribution : 20th Century Fox
- Pays de production :  États-Unis
- Langue originale : anglais
- Format : couleur — 35 mm — 1.37:1 — son monophonique
- Genre : Comédie musicale
- Durée : 78 minutes
- Dates de sortie :
  - États-Unis : 14 janvier 1953

## Distribution
- Mitzi Gaynor : Eva Tanguay
- David Wayne : Ed McCoy
- Oscar Levant : Charles Bennett
- Bob Graham : Larry Woods
- Craig Hill : Keene
- Warren Stevens : Lawrence
- Hazel Brooks : Stella Forrest
- Willis Bouchey : le directeur de théâtre (non crédité)
- Don Brodie (non crédité)
- Marietta Canty : Dolly (non créditée)
- Frank Ferguson : Ned (non crédité)
- Wilton Graff : Florenz 'Flo' Ziegfeld (non crédité)
- Ruth Hall : Jessie Reed (non créditée)
- Al Herman : Eisenberg (non crédité)
- Billy Nelson : le lanceur de tomate (non crédité)
- Julie Newmar : danseuse des Beale Street Blues (non créditée)
- Gwen Verdon : danseuse des Beale Street Blues (non créditée)